# Cruzada Estudiantil y Profesional de Colombia
Cruzada Estudiantil y Profesional de Colombia es una congregación cristiana, fundada en 1963. En la actualidad se encuentra presente en más de 80 países. Surge en Colombia en la universidad de Santiago de Cali,  a través del Dr. Néstor Chamorro Pesantes y su esposa Betty Dolores Cruz de Chamorro
Con presencia en varias ciudades de Colombia y el mundo, son propietarios de la cadena de emisoras Colmundo Radio. Su actual dirigente es el exsenador colombiano Jimmy Chamorro.

## Historia
Iglesia cristiana trinitaria fundada el 2 de noviembre de 1963 por Néstor Chamorro Pesantes y su esposa Lolita Cruz de Chamorro, en el año 1963 en la ciudad Santiago de Cali, En la primera década se realizaban reuniones semanales, también campamentos, y paseos, siempre con fines evangelísticos y de discipulado. En esta década pasa de ser Movimiento Estudiantil y toma forma de Movimiento Familiar, pues se comenzaron a involucrar las familias de los estudiantes. En 1974 adquieren el campamento El Redil. En 1977 se abrieron simultáneamente 16 nuevos distritos, para completar un total de 30 distritos (sedes distritales) a lo largo y ancho del país.
Actualmente cuenta con presencia en 29 países y 924 sedes distribuidas alrededor del mundo. Entre ellos se encuentran Alemania, Argentina, Aruba, Bolivia, Brasil, Canadá, Chile, Colombia, Costa Rica, Ecuador, El Salvador, España, Filipinas, Francia, Guatemala, Haití, Honduras, Italia, México, Panamá, Perú, República Dominicana, Estados Unidos, Uruguay y Venezuela 
En 1981 el 24 de noviembre salió la primera Peregrinación de Acción de Gracias a Dios en Israel, con un grupo de 296 personas. En 1982, nace la "Teoterapia", que es la sanidad integral de Dios para el hombre (espíritu, alma y cuerpo). En 1983, se crea el primer distrito fuera de Colombia, salieron los primeros matrimonios a establecer tres frentes de acción en el Ecuador; el 7 de julio de este año se abrió ministerio en Miami. 1984, un gran avivamiento, y se consolida COYAVIM, la visión mundial y el sistema celular. En este año se dio inicio a varios ministerios internacionales: Paraguay, Chile, Panamá, Bolivia, Costa Rica, Venezuela y Perú.1985, Se inició el ministerio radial con dos programas: "Teoterapia y meditación" y "Amanecer con Dios". En este año se dio inicio a varios ministerios internacionales: Brasil, Honduras, Monterey, México y Argentina. En 1986, la doctrina de Dios Papá hace su aparición en la familia de la A.C.E.P.C. En este año se dio inicio a varios ministerios internacionales: El Salvador, Uruguay y República Dominicana, y las ciudades Venezolanas de Caracas, Valencia y San Cristóbal. En 1987, establecieron la obra en Guayaquil, Ecuador. En 1989 compran Colmundo Radio S.A, La Cadena de la paz. En 1997, establecieron la obra ministerial en San Diego, California (U.S.A), en Israel, en Filipinas y se reinició la obra en Brasil. En 1998 se publicaron los libros del Doctor Chamorro "La vida en célula, un aporte para la paz" y "Las Fiestas solemnes del Señor". Este fue uno de los años en que ingresó un mayor número de misioneros de tiempo completo. En 2001 se editó la segunda edición del CF1 y los dos módulos del CF4 (Desarrollo Ministerial Permanente para misioneros). De igual manera se editaron los libros del Dr. Jimmy Chamorro Cruz: “La profecía, el plan de Dios para un mundo en crisis” y “La preeminencia del Mandato Superior”.

### Jimmy Chamorro
En 2003 el 4 de abril Néstor Chamorro Pesantes fallece y su hijo Jimmy Chamorro Cruz asume el control de la C.E.P.C. En 2009 envían misioneros a Nigeria. Se hizo el lanzamiento del portal web de la Teoterapia: www.familiacenti.com, en 2011, en Colombia llega a los 32 departamentos, en Ecuador en todas las provincias, en el mundo presencia en los 5 continentes. En 2015 se crea la Intenational Confederetion of theotherapy

## Ministerios

### MOFEM/ MIC
El MOFEM es un ministerio especializado de la CEPC, CENTI e ICT, cuyo objetivo es brindar lineamientos y herramientas para el fortalecimiento de los ministerios que lo conforman. Es liderado por nuestra Directora Mundial del Movimiento Femenino, Lolita Cruz de Chamorro durante más de 50 años.
El movimiento femenino está conformado por 4 ministerios; en cada uno de ellos se ofrece acompañamiento en estrategias y actividades que aporten a su crecimiento, cumpliendo así la Gran Comisión en esta generación. Estos son:
- COYAVIM (CADENA DE ORACION Y AYUNO CON VISION MUNDIAL)
- DAMAS, DEC Y AÑOS DORADOS
- CLUB SHALOM
- VERDADERA BELLEZA

### MJC
Tienen el Ministerio de Jóvenes Comprometidos (MJC)

### MAYO
El Movimiento Universitario Alfa y Omega -MAYO- es una escuela de liderazgo cristiano. El líder de Alfa y Omega es capaz de trasmitir una visión, un conocimiento y libremente entregar la posta a nuevas generaciones para que se formen sean parte de la escuela y la plataforma de líderes para Colombia y el mundo. Este movimiento está actualmente desarrollando esta misma labor en los 5 continentes del mundo. 
"Sólo Jesús hace un Hombre Nuevo" es la propuesta a los universitarios, para crear un nuevo país y un nuevo mundo.

### PEC
Profesionales y Ejecutivos Comprometidos
Creen que los principios establecidos en la Biblia siguen siendo a través de los años, vigentes y definitivos para el desarrollo adecuado del ser humano. Conciben la Biblia como un manual de vida y no como un libro de pautas místicas que alienan al hombre. Creen que la sociedad necesita de hombres y mujeres con principios estables y benéficos, que los conviertan en verdaderos líderes capaces de convocar una verdadera transformación social.

## Líderes
Sus máximos líderes han sido Néstor Chamorro Pesantes y actualmente su hijo el exsenador de Colombia Jimmy Chamorro Cruz.

## Empresas
Son propietarios de la cadena de emisoras Colmundo Radio, y así mismo cuentan con una agencia de viajes llamada Viajes Colmundo.